# 大曲古土手
大曲古土手（おおまがりふるどて）は、宮城県登米市豊里町大曲から十五貫にわたって築かれている古い土手（土堤）である。

## 概要
江戸時代に、伊達宗倫（登米伊達家）が赤生津谷地を開拓するにあたり、秋山源兵衛を開拓係として築堤させたものである。延長は大曲地区の分で1,040間（およそ1,872m）との記録があり、豊里町十五貫の迫川堤防付近まで達する。現状は、その後の迫川、北上川の治水が進むにつれて水害の心配が薄れたことにより、再開発で部分的に欠損している。
かつては「大曲土堤」とも呼ばれていて、昭和後期の基盤整備事業により圃場となる前は、大曲土堤の北西側には「裏沼」と呼ばれる細長い沼があり、水泳が出来るほどの水深があった。

## 沿革
- 1667年（寛文7年） 登米領主伊達宗倫の命により、北西側に隣接する桜岡村（登米市米山町桜岡）より流来する悪水[注釈 2][注釈 3] を排除する目的で秋山源兵衛が指揮して築いた。
- 1728年（享保13年） 秋山源兵衛の孫、七兵衛が赤生津村に居住し、この土手を補修し再興する[注釈 4]。
- 1729年（享保14年） 土手補修の功により、一貫文の地[注釈 5] を加算される。
- 1977年（昭和52年）3月20日 当時の豊里町（現・登米市）により、指定文化財に指定される[2]。

## アクセス
- JR東日本気仙沼線 陸前豊里駅から車で約10分
- 三陸沿岸道路 桃生豊里ICから車で約20分